# أرجنتينيون سوريون
الأرجنتينيون السوريون هم مواطنون أرجنتينيون من أصل سوري أو مولودين في سوريا ويقيمون في الأرجنتين. الأرجنتين لديها ثاني أكبر عدد من السوريين في أمريكا الجنوبية بعد البرازيل. كانت الهجرة السورية إلى الأرجنتين ولا تزال حاليًا واحدة من أهم تدفقات الهجرة العربية إلى الأرجنتين. بلغت موجات الهجرة ذروتها في القرن العشرين, على الرغم من تزايد الهجرة من سوريا بمرور الوقت بسبب الحروب المستمرة في الشرق الأوسط. مثل الأرجنتينيين العرب الآخرين, يُعرفون عالميًا باسم "Turcos" ("الأتراك"), كما هو الحال في بقية دول أمريكا اللاتينية.
في أكتوبر 2014, بسبب الحرب الدائرة في سوريا وتزايد العنف والاضطهاد للمدنيين, أعلنت الحكومة الأرجنتينية أنها ستبدأ في استقبال اللاجئين السوريين في بلادهم, كونها ثاني دولة في أمريكا الجنوبية تفعل ذلك بعد أوروغواي.

## التاريخ

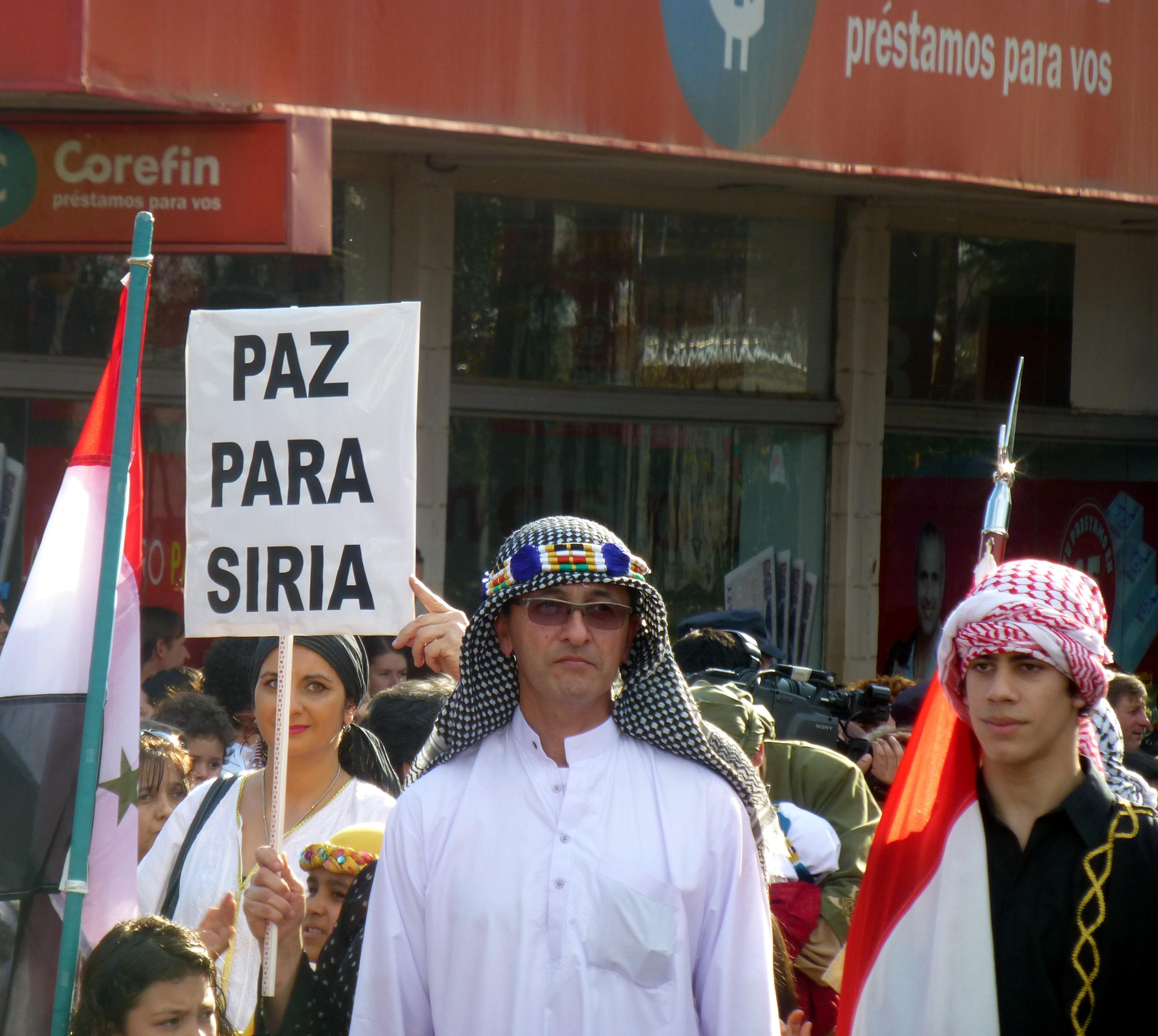
"Paz para Siria" (السلام من أجل سوريا, بالإسبانية), رسالة الجالية الأرجنتينية العربية خلال العرض الافتتاحي لمهرجان المهاجرين الوطني الرابع والثلاثين في اوبيرا، ميسيونس.

استقر معظم السوريين المهاجرين إلى الأرجنتين في شمال غرب البلاد, كما فعل اللبنانيون. كان السوريون, مثل اللبنانيين, في الغالب من الباعة المتجولين ولم يمارسوا الزراعة. وهكذا, لم يستقروا في مستعمرات زراعية ولكنهم مكثوا في المدن بأعداد أكبر من المهاجرين الآخرين. لم تتحقق خطة سارمينتو وألبردي لسكان المناطق الخالية من السكان الأصليين, حيث اختار معظم الوافدين الجدد المدن. في الفترة من 1975 إلى 1977, انخفض عددهم مرة أخرى. كانت الوجهة الأولى لهذه المجموعات من السوريين واللبنانيين هي مقاطعة بوينس آيرس ومن هناك هاجر الكثيرون إلى البلاد, جذبتهم المناظر الطبيعية التي تشبه الكثير من أراضيهم الأصلية. استقر العديد من هؤلاء الأشخاص في سالتا، وخوخوي، ولا ريوخا، وسان خوان، وميندوزا، وسانتياغو ديل استيرو، وميسيونس، وتشاكو، وباتاغونيا. في هذه المقاطعات, كانوا مكرسين في المقام الأول للعمل الزراعي.

## مشاهير
- كارلوس منعم, سياسي ورئيس الأرجنتين السابق.
- جوليانا عواضة, سيدة الأعمال والسيدة الأولى للأرجنتين, متزوجة من الرئيس ماوريسيو ماكري.
- كارلوس فايت, عضو محكمة العدل العليا في الأرجنتين.
- خوان خوسيه ساير, كاتب.
- ليلى جويرييرو, صحفية وكاتبة.
- إدواردو فالو, عازف جيتار وملحن موسيقي شعبي.
- لويس خويز, سياسي شغل منصب عمدة مدينة قرطبة وانتخب لاحقًا لمجلس الشيوخ.
- آلان فاينا, صاحب فندق ومطور عقاري.
- ليوناردو فافيو, مغني وممثل ومخرج أفلام وكاتب سيناريو.
- خورخي سهادي, عالم الفلك والرئيس السابق للاتحاد الفلكي الدولي.
- خورخي أنطونيو, رجل الأعمال والمستشار المقرب لخوان دومينغو بيرون.
- لورنزو ميغيل, زعيم العمال.
- خليل إلياس, لاعب كرة قدم محترف.

## أنظر أيضا
- عرب الأرجنتين